# Encausse-les-Thermes
Encausse-les-Thermes är en kommun i departementet Haute-Garonne i regionen Occitanien i södra Frankrike. Kommunen ligger i kantonen Aspet som tillhör arrondissementet Saint-Gaudens. År 2022 hade Encausse-les-Thermes 673 invånare.

## Befolkningsutveckling
Antalet invånare i kommunen Encausse-les-Thermes
Referens:INSEE